# A39846
A39846 est le 27e épisode de la saison 3 de la série The Nurses.

## Fiche Technique
- Titre original : A39846
- Réalisation : Michael Powell
- Scénario : George Bellak
- Société de production : CBS
- Société de distribution : CBS
- Pays d’origine :  États-Unis
- Langue originale : anglais
- Format : Noir et blanc - 35 mm — 1,33:1 - son Mono
- Durée : 60 minutes
- Dates de sortie :  États-Unis : 20 avril 1965

## Distribution
- Shirl Conway : Liz Thorpe
- Zina Bethune : Gail Lucas
- Jean-Pierre Aumont : Dr Joseph De Carlo